# Cicloottino
A causa della natura quasi lineare dell'unità C-C≡C-C, i cicloalchini presentano solitamente una forte tensione d'anello e possono quindi esistere soltanto quando il numero di atomi di carbonio nell'anello è abbastanza grande da provvedere la flessibilità necessaria per permettere questa geometria molecolare. Di conseguenza il cicloottino (C8H12) è il cicloalchino più piccolo (ovvero con minore massa molecolare e ingombro sterico) in grado di essere isolato e conservato come sostanza stabile. Nonostante ciò, cicloalchini più piccoli possono essere preparati e conservati sotto particolari condizioni.